# Macross (singolo)
Macross (マクロス?, Makurosu) è un brano musicale del cantante giapponese Makoto Fujiwara, pubblicato come suo singolo il 5 ottobre 1982 dalla Victor Records. Il brano è principalmente noto per essere stato utilizzato come sigla d'apertura della serie televisiva anime Fortezza superdimensionale Macross. Sul singolo è presente sul lato B il brano Runner, sigla di chiusura della serie. Entrambi i brani sono scritti da Akane Asa ed arrangiati da Kentarou Haneda.
L'annuale sondaggio Anime Grand Prix, condotto dalla rivista di settore Animage nel 1983, ha rivelato che Macross era la sigla di anime più amata dal pubblico giapponese di quell'anno.

## Tracce
Vinile Victor, KV-3026
1. Macross (マクロス?)
2. Runner (ランナー?)